# Mammiphitime
Mammiphitime är ett släkte av ringmaskar som beskrevs av Orensanz 1990. Mammiphitime ingår i familjen Dorvilleidae.
Kladogram enligt Catalogue of Life och Dyntaxa:
| Mammiphitime | \| \| Mammiphitime cosmetandra \| \| \| \| \| \| Mammiphitime tridentata \| \| \| \| |
|              | \| \| Mammiphitime cosmetandra \| \| \| \| \| \| Mammiphitime tridentata \| \| \| \| |
|              | Mammiphitime cosmetandra                                                             |
|              |                                                                                      |
|              | Mammiphitime tridentata                                                              |
|              |                                                                                      |